# Barbu havasalföldi fejedelem
Barbu Dimitrie Știrbei (Craiova, 1799. augusztus 17. – Nizza, 1869. április 13.) Havasalföld uralkodója volt két alkalommal: 1849 júniusától 1853. október 29-ig, valamint 1854. október 5-től 1856. június 25-éig.
Gheorghe Bibescu herceg testvére, szülei Dimitrie Bibescu és Ecaterina Văcărescu. Gyermekkorában adoptálta a gazdag nagybátya, Barbu Știrbey, akinek nevét is felvette. Miután Párizsban 1817 és 1821 között történelmet és államtudományokat tanult, visszatér hazájába, X. Alexandru Ghica fejedelem udvarába, ahol különböző tisztségeket töltött be, 1829-től 1847-ig belügyi, igazságügyi és vallásügyi miniszter volt.
1849-es trónra kerülésétől legjelentősebb tette, hogy a török-orosz megszállás alatt (mely 1849-től tartott, a Balta Liman-i konvenció alapján), is képes volt fenntartani egy saját hadsereget valamint hogy a megszállások alatt a fejedelmi udvarba rendelt, nagy hatalommal bíró felügyelőkkel szemben, sikerült megtartania hatalmát az ország belügyei felett.
A megszállás alatt hatalmas adósságokat halmozott fel az állam, 1851-től, miután az ország megszabadul a külföldi fennhatóság alól,  sikerült az adósságokat az egyharmadukra csökkentenie és az állam számára fontos fejlesztéseket is végrehajtania, ügyes gazdaságpolitikájának köszönhetően. Újraindította az 1848-as forradalom után bezárt iskolákat az országban, valamint anyagilag támogatta a Bukaresti állami színház felépítését.
Az 1853-as, újbóli orosz megszállás kezdetén, Bécsbe vonult vissza IV. Grigore Alexandru Ghica moldovai fejedelemmel együtt, ahonnan 1854 októberében visszahívták, hogy osztrák katonai fennhatóság alatt uralkodjon. De uralkodásának ebben az időszakában hatalma az országban inkább csak jelképes volt, a törvényeket és határozatokat a bécsi vagy cári udvar, vagy azok kirendelt felügyelői hozták meg, Havasalföld érdekeit mellőzve, például ilyen volt az a rendelet mely kimondta, hogy az 1849-es emigrált forradalmároknak nem engedélyezték a hazatérést.
Azt követően, hogy a cári birodalom elvesztette az 1854-1856 között vívott krími háborút, az 1856-os párizsi kongresszuson a cári udvar elvesztette befolyását Moldova és Havasalföld felett, és a fejedelemségeket a török szultán protektorátusa alá helyezték, aki 1856-ban eltávolította Barbu Știrbeit az ország éléről.
A fejedelem Nizzába ment száműzetésbe, az országba még egyszer látogatott vissza 1868-ban. 
1869. április 12-én halt meg Nizzában.
Sírja a Bukarest melletti Bufteában van.